# Hôtel de Montholon
L'hôtel de Montholon est un hôtel particulier situé à Paris en France.

## Situation et accès
Il est situé au 23 boulevard Poissonnière, dans le 2e arrondissement de Paris. 

## Historique
Construit en 1785 par François Soufflot le Romain pour l'épouse de Nicolas de Montholon, président du parlement de Normandie, qui en confia l'étude à Jean-Jacques Lequeu qui travailla comme dessinateur ou inspecteur au bureau de l'église Sainte- Geneviève l'agence de Soufflot, lequel s'inspira de l'hôtel Benoît de Sainte-Paulle, construit en 1773 au faubourg Poissonnière par Samson-Nicolas Lenoir.
La façade est en léger retrait par rapport à l'alignement pour ménager au premier étage une terrasse permettant de jouir de la verdure du boulevard. Elle est ornée d'un ordre colossal de pilastres ioniques.
Il est acquis par Charles Sallandrouze de Lamornaix, qui l'emploie comme dépôt et boutique parisienne des manufactures de tapis Sallandrouze d'Aubusson et Felletin.
Edmond Adam et Juliette Lamber qui se marient en 1868 s'y installent, et la maison qui a été bombardée lors du coup d'État du 2 décembre 1851 devient alors le symbole républicain de la résistance au Second Empire. Juliette Adam y développe un important salon qui accueille en particulier Léon Gambetta. À partir de 1871-1872, ce salon devint l'un des plus importants de la Troisième République, réunissant des hommes de sensibilité de gauche. Ayant rompu avec Gambetta, Juliette Adam fit évoluer son salon qui devint moins politique et attira davantage de financiers, de militaires, de savants et surtout d'artistes : compositeurs (Gounod), peintres (Léon Bonnat), des poètes, des romanciers (Pierre Loti). Ce salon exista jusqu'en 1887, date à laquelle Juliette Adam s'installa boulevard Malesherbes.  
Malgré les dénaturations ultérieures, notamment les garde-corps en fonte ajoutés au XIXe siècle, c'est l'un des seuls exemples conservés des hôtels qui se construisirent sur les boulevards parisiens avec l'hôtel de Mercy-Argenteau.
Ce bâtiment fait l’objet d’une inscription au titre des monuments historiques depuis le 9 janvier 1926.
Jean-Jacques Lequeu, dessinateur en architecte et employé par Soufflot, « composa le décor et le mobilier dans le même esprit piranésien que ceux de Montgermont ». Jean-Baptiste-Claude Robin fut le peintre du plafond du salon de compagnie, représentant Thémis accompagné de la Force et du Génie des lois.
Le 23 mars 2015, une « esquisse du salon côté boulevard » de l'hôtel dessinée en 1785 par Soufflot à la plume, encre noire, lavis de gris et aquarelle, a été adjugée 35 280 euros.